# Campionat del món de ciclisme en pista de 1995
El Campionat Mundial de Ciclisme en Pista de 1995 es va celebrar a Bogotà (Colòmbia) entre el 26 i el 30 de setembre de 1995.
Les competicions es van celebrar al Velòdrom Luis Carlos Galán. En total es va competir en 12 disciplines, 8 de masculines i 4 de femenines. En aquesta edició van debutar el 500 metres contrarellotge femení, i Madison i la Velocitat per equips masculina.

## Resultats

### Masculí
| Prova                     | Or                                                                          | Argent                                                                                  | Bronze                                                                     |
| Velocitat individual      | Darryn Hill · Austràlia                                                     | Curt Harnett · Canadà                                                                   | Frédéric Magné · França                                                    |
| Velocitat per equips      | Alemanya · Jens Fiedler · Michael Hübner · Jan van Eijden                   | França · Benoît Vetu · Florian Rousseau · Hervé Thuet                                   | Estats Units · Marty Nothstein · Erin Hartwell · William Clay              |
| Persecució individual     | Graeme Obree · Regne Unit                                                   | Andrea Collinelli · Itàlia                                                              | Stuart O'Grady · Austràlia                                                 |
| Persecució per equips     | Austràlia · Bradley McGee · Stuart O'Grady · Rodney McGee · Tim O'Shannessy | Ucraïna · Dimitri Tolstenkov · Bogdan Bondariew · Sergiy Matveyev · Alexander Simonenko | Estats Units · Mariano Friedick · Dirk Copeland · Zach Conrad · Matt Hamon |
| Quilòmetre contrarellotge | Shane Kelly · Austràlia ·                                                   | Florian Rousseau · França ·                                                             | Erin Hartwell · Estats Units ·                                             |
| Cursa per punts           | Silvio Martinello · Itàlia ·                                                | Remigius Lupeikis · Lituània ·                                                          | Sergei Lavrenenko · Kazakhstan ·                                           |
| Keirin                    | Frédéric Magné · França                                                     | Michael Hübner · Alemanya                                                               | Federico Paris · Itàlia                                                    |
| Madison                   | Silvio Martinello · Marco Villa · Itàlia ·                                  | Gabriel Curuchet · Juan Curuchet · Argentina ·                                          | Kurt Betschart · Bruno Risi · Suïssa ·                                     |

### Femení
| Prova                     | Or                              | Argent                      | Bronze                           |
| Velocitat individual      | Félicia Ballanger · França      | Olga Slyusareva · Rússia    | Erika Salumäe · Estònia          |
| Persecució individual     | Rebecca Twigg · Estats Units    | Antonella Bellutti · Itàlia | May-Britt Vaaland · Noruega      |
| 500 metres contrarellotge | Félicia Ballanger · França ·    | Galina Enioukhina · Rússia  | Michelle Ferris · Austràlia ·    |
| Cursa per punts 25 km     | Svetlana Samokhalova · Rússia · | Nada Cristofoli · Itàlia ·  | Nathalie Even-Lancien · França · |

## Medaller
| Pos. | País         | Or | Plata | Bronze | Total |
| 1    | França       | 3  | 2     | 2      | 7     |
| 2    | Austràlia    | 3  |       | 2      | 5     |
| 3    | Itàlia       | 2  | 3     | 1      | 6     |
| 4    | Rússia       | 1  | 2     |        | 3     |
| 5    | Alemanya     | 1  | 1     |        | 2     |
| 6    | Estats Units | 1  |       | 3      | 4     |
| 7    | Regne Unit   | 1  |       |        | 1     |
| 8    | Argentina    |    | 1     |        | 1     |
| 8    | Canadà       |    | 1     |        | 1     |
| 8    | Lituània     |    | 1     |        | 1     |
| 8    | Ucraïna      |    | 1     |        | 1     |
| 12   | Estònia      |    |       | 1      | 1     |
| 12   | Kazakhstan   |    |       | 1      | 1     |
| 12   | Noruega      |    |       | 1      | 1     |
| 12   | Suïssa       |    |       | 1      | 1     |